# Suvlaki

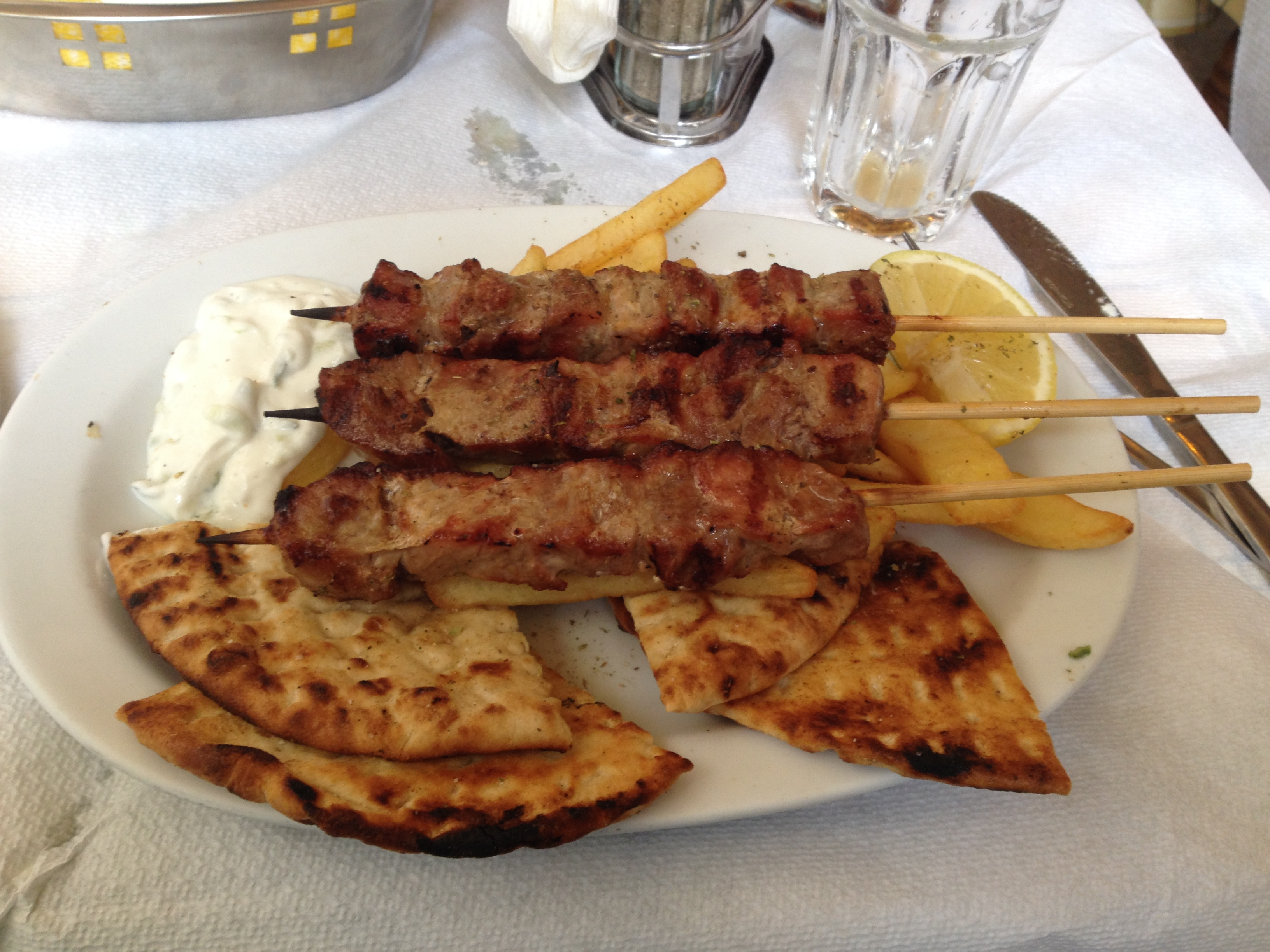
Suvlaki v Aténách, zde známé jako kalamaki

Suvlaki (řecky σουβλάκι, časté i pod přepisem souvlaki) je oblíbené řecké a kyperské jídlo sestávající z malých kousků masa a někdy i zeleniny grilovaných na špízu. Podává se na špejli, ze které se přímo jí, případné v sendviči pita spolu s obložením a omáčkami, anebo na talíři jako příloha k pilafu. V Řecku se suvlaki tradičně dělá z vepřového nebo jehněčího, v poslední době často také z kuřecího masa. V jiných zemích a pro turisty může být suvlaki také z dalších druhů masa, jako například rybího. Suvlaki by mělo být polito vinnou omáčkou.
Názvosloví variant suvlaki je nestálé. V závislosti na kontextu znamená výraz suvlaki libovolnou z variant. V mnoha regionech, zejména v Athénách a na jihu Řecka, se sendvič gyros nazývá suvlaki.
Slovo suvlaki je zdrobnělinou slova suvla (σούβλα, špejle).